# Koelebosgroeve

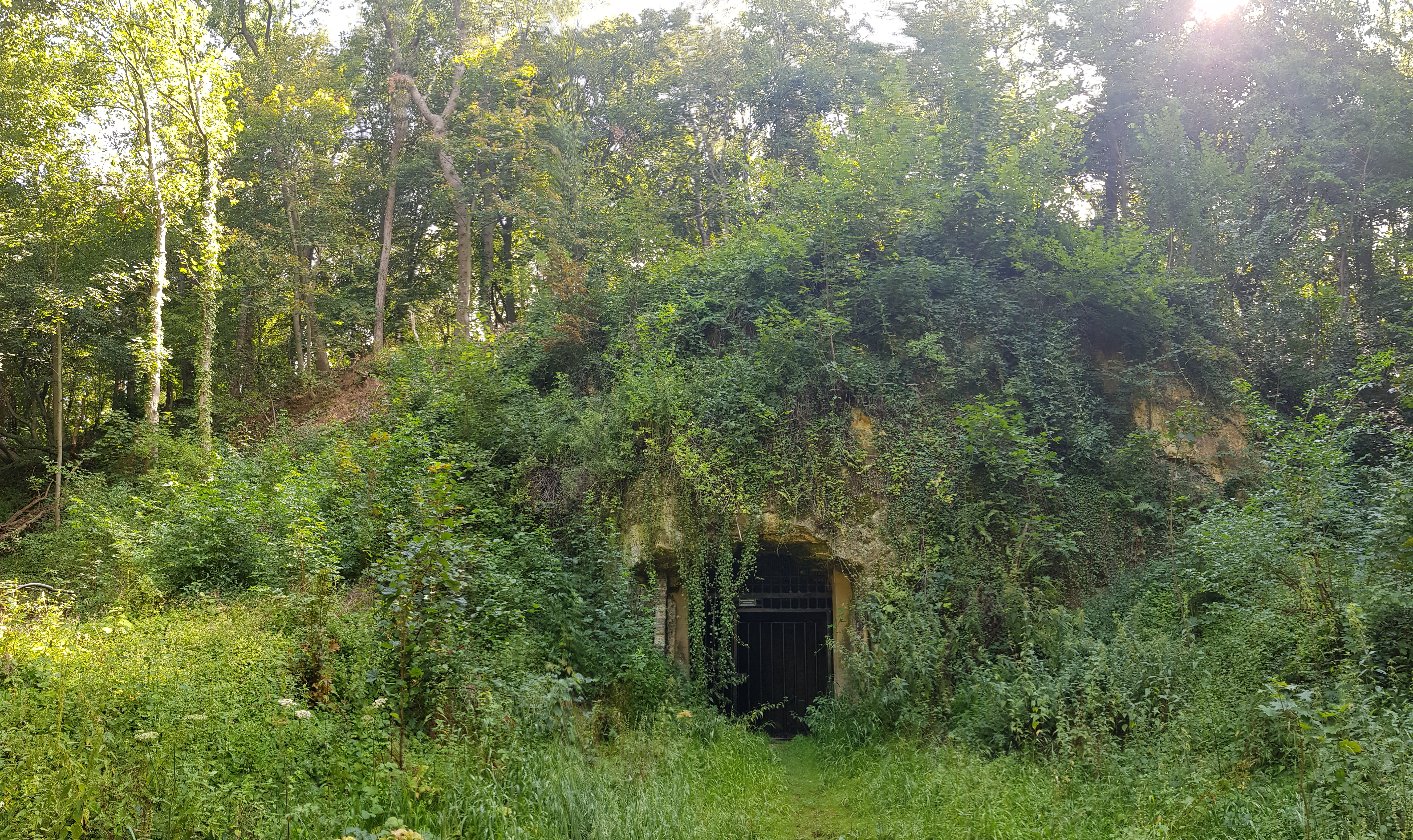
Koelebosgroeve

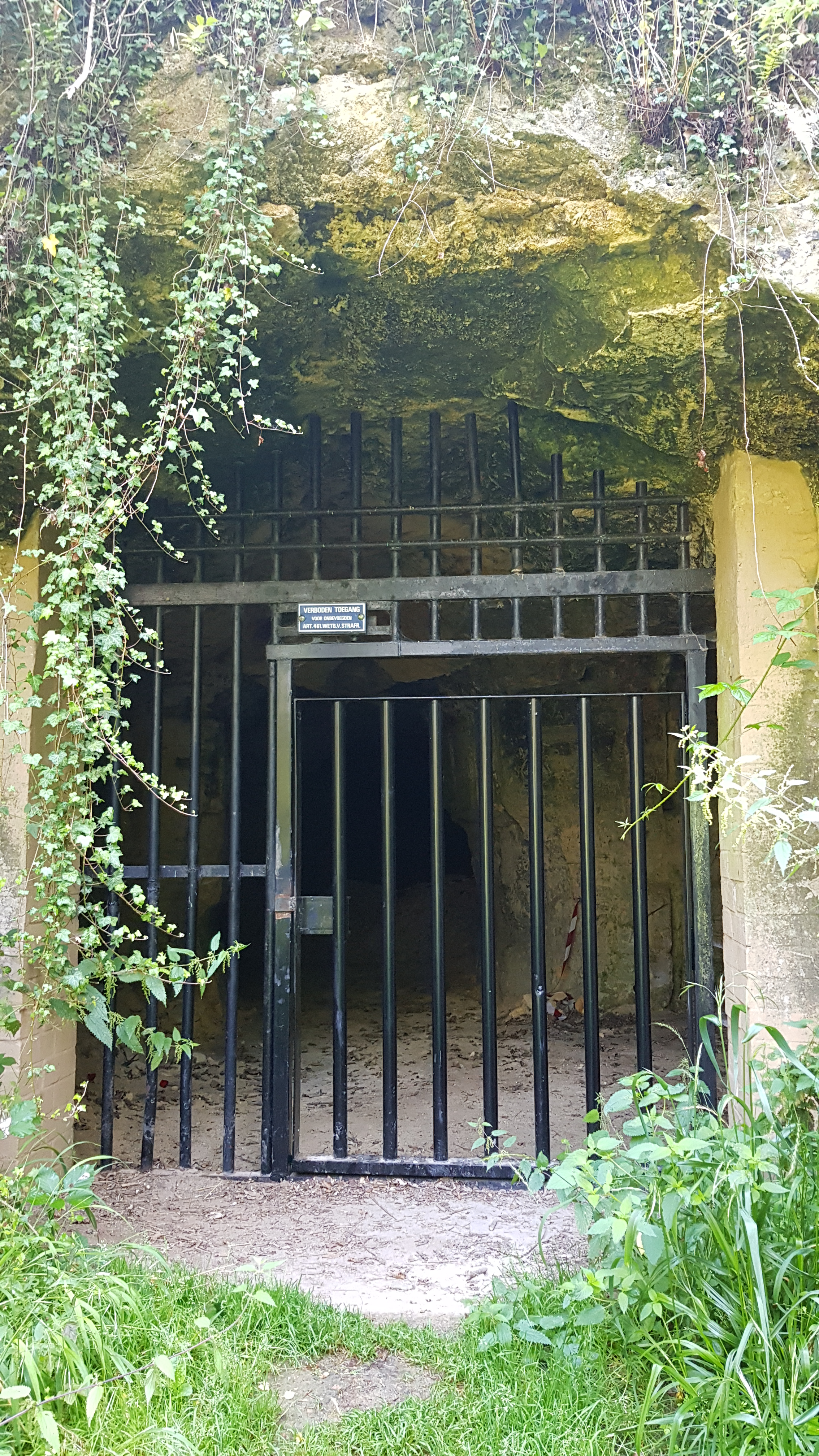
ingang

De Koelebosgroeve of Koeleboschgroeve is een Limburgse mergelgroeve in de Nederlandse gemeente Eijsden-Margraten. De ondergrondse groeve ligt ten noordoosten van Bemelen in het droogdal Koelbosgrub nabij de Koelebosweg. De groeve ligt aan de westzijde van het Plateau van Margraten in de overgang naar het Maasdal. De groeve ligt in het gebied van Bemelerberg & Schiepersberg.
Op ongeveer 80 meter naar het zuidwesten ligt de Nevenkoelebosgroeve, op ongeveer 300 meter naar het zuidwesten ligt de Gasthuisdelgroeve en ongeveer 300 meter naar het westen ligt de Cluysberggroeve.

## Geschiedenis
Voor 1600 werd de groeve door blokbrekers in gebruik genomen. In stukken van het Kapittel van Sint Servaas uit 1593 werd de groeve reeds vermeld.
In de 19e eeuw werd de groeve het grootst uitgebreid.
In 1900 stopte de winning van kalksteen.
In de periode 1919-1979 werd ze gebruikt om te picknicken tijdens de jacht.
Vanaf 1937 werden er champignons in de groeve geteeld.
Tot 1959 bevond zich een champignonkwekerij in de groeve. De kwekers moesten toen de groeve verlaten van de Staatstoezicht op de Mijnen, omdat die de groeve onveilig vond.
In 1981 werd de groeve afgesloten met hekwerk en werd ze als vleermuisreservaat door de Studiegroep Onderaardse Kalksteengroeven in beheer genomen, samen met de Apostelgroeve en de Roothergroeve. Later werd dit beheer overgenomen door de Stichting ir. D.C. van Schaïk.
In 2003 werd de groeve wegens vanwege de veiligheid tijdelijk afgesloten voor mensen waardoor er geen overwinterende vleermuizen geteld konden worden.
Tot 2010/2011 werd de groeve door de Stichting ir. D.C. van Schaïk beheerd, maar vanwege de inwerkingtreding van de nieuwe mijnbouwwet besloot Het Limburgs Landschap om het beheer van de groeve (en van de Groeve het Houbenbergske I) weer in eigen hand te nemen.
In 2018 werd de groeve weer veilig gemaakt en kon er in de winter weer een vleermuistelling gehouden worden.

## Groeve
De Koelebosgroeve is een middelgrote groeve met een regelmatig plattegrond.
De groeve is afgesloten, maar zodanig dat onder andere vleermuizen de groeve wel kunnen betreden. De groeve heeft twee luchtschachten, een dichte ingang en een toegang met hek.